# アダム・ズレリャーク
アダム・ズレリャーク（Adam Zreľák、1994年5月5日 - ）は、スロバキア・スタラ・リュボヴニャ出身のサッカー選手。ヴァルタ・ポズナン所属。ポジションはFW。

## 経歴

### ニュルンベルク
2017年7月、1.FCニュルンベルクに移籍した。2018年10月29日のアイントラハト・フランクフルト戦でブンデスリーガ初出場を果たすと、直後のボールタッチで初得点を決めた。

### 代表歴
2013年にスロバキア代表に初召集されると、2016年5月27日のジョージア代表戦で初出場。UEFA EURO 2016の本大会にA代表は出場予定なため、本大会メンバー選出も期待されたが落選した。